# Дамбын Чагдаржав
Дамбын Чагдаржав (1880 — сентябрь 1922, Урга) — монгольский политик, премьер-министр временного народного правительства (март — апрель 1921).

## Биография
В 1919 году завязал отношения с зарождающейся Народной партией, принимал участие в боях против китайцев и войск барона Унгерна. 13 марта 1921 года назначен первым премьером временного народного правительства, занимал эту должность до конца апреля того же года. В дальнейшем назначен представителем правительства и ЦК МНРП в западной Монголии. Арестован в августе 1922 года как сторонник группы Бодоо и тайных переговоров с Джа-ламой. Казнён.

### Ранняя жизнь и карьера
Чагдарджав родился в 1880 году в современной провинции Селенге. Он был членом квазивременного правительства, созданного в Хури в 1911 году, когда в Китае рушилась династия Цин, и позже был назначен министром финансов при первом правительстве Богд-хана.,,, Он принимал участие в переговорах во время Кяхтинской конференции, на которой Монголия добивалась международного признания своего статуса независимого государства, но в конечном итоге была вынуждена согласиться на признание фактической автономии под эгидой Китая.
Оставив государственную службу в 1915 году, Чагдарджав продолжил карьеру частного трейдера, путешествуя по Великобритании, Италии и России в 1916-1917 годах.

### Формирование МПРП
В 1919 году Чагдарджав присоединился к тайной революционной группе Консулин Дендж (Холм консульства) в Хури (современный Улан-Батор). Вместе с Догсомыном Бодоо, Хорлугиином Чойбалсаном и Даризавыном Лосолом он сформировал основное ядро группы, которая в июне 1920 года присоединилась к организации Дамдина Сухбаатара Зюун Хури, чтобы сформировать Монгольскую народную партию (MPP).
Чагдраджав был одним из семи революционеров (знаменитой "Первой семерки"), выбранных для поездки в СССР в июне 1920 года, чтобы установить контакт с Советами. Среди других делегатов были Солийн Данзан, Дансрабилегийн Догсом, Дамдин Сухэ-Батор, Хорлогийн Чойбалсан, Догсомын Бодоо и Даризавин Лосол. Чагдраджав и Данзан вместе отправились в Москву, где встретились с Владимиром Лениным.

### Глава временного правительства
Чагдарджав был назначен премьер-министром временного революционного правительства, созданного на секретном собрании MPP в русско-монгольском пограничном городе Троицкосавск 1-3 марта 1921 года (позже известном как Первый партийный съезд MPRP). Однако чуть более месяца спустя, 16 апреля 1921 года, он был освобожден от своих обязанностей и направлен в качестве представителя партии в Урянхай (Тува). Затем Боду занял посты премьер-министра и министра иностранных дел.

### Смерть
Вскоре после победы революции внешней Монголии 1921 года внутри партии вспыхнула борьба, поскольку различные фракции боролись за власть, особенно между Солийном Данзаном и премьер-министром Бодоо. В 1922 году Данзан обвинил Бодоо, Чагдарджава и других в заговоре с харизматичным лидером независимости Джа-Ламой, а также с китайцами и американцами с целью подорвать революцию и установить автократическое правительство. Несмотря на отставку Бодоо из правительства 7 января 1922 года, Данзан, тем не менее, выдвинул обвинения. Чагдарджав, Бодоо, Да Лама, Пунцагдорж и другие бывшие министры[9] были арестованы и допрошены российским агентом. Чагдарджав и Бодоо были казнены 31 августа 1922 года. Смерть Чагдарджава и Бодоо обычно рассматривается как первая в серии политических чисток, которые проходили в Монголии в 1920-1930-е годы.